# Vibeke Johnsen
Vibeke Johnsen   (Oslo, 16 d'octubre de 1968) és una exjugadora d'handbol noruega que va competir durant les dècades de 1980 i 1990.
El 1988 va prendre part en els Jocs Olímpics de Seül, on guanyà la medalla de plata en la competició d'handbol. Entre 1987 i 1991 jugà un total de 24 partits amb la selecció nacional.